# Pesiöjärvi
Pesiöjärvi är en sjö i Finland. Den ligger i kommunen Suomussalmi i landskapet Kajanaland, i den centrala delen av landet, 600 km norr om huvudstaden Helsingfors. Pesiöjärvi ligger 213,9 meter över havet. Den är 15,82 meter djup. Arean är 12,74 kvadratkilometer och strandlinjen är 53,89 kilometer lång. Sjön  ingår i Uleälvens huvudavrinningsområde.   Den sträcker sig 6,6 kilometer i nord-sydlig riktning, och 8,4 kilometer i öst-västlig riktning.
I övrigt finns följande i Pesiöjärvi:
- Verkkosaari (en ö)
- Ampiaissaari (en ö)
- Käärmesaari (en ö)
- Tiirosaari (en ö)
- Malvisaari (en ö)
- Laulusaari (en ö)
- Konkonsaari (en ö)
- Kutusaari (en ö)
- Kumpusaari (en ö)
- Honkasaari (en ö)
- Kirkkosaari (en ö)
- Kotasaari (en ö)
- Keräsensaari (en ö)
- Heinäsaari (en ö)
- Ahmasaari (en ö)

I övrigt finns följande vid Pesiöjärvi:
- Hampusperä (en sjö)
- Itäjärvi (en sjö)
- Kolmiloukko (en sjö)
- Leväjoki (ett vattendrag)
- Pieni Pesiö (en sjö)
- Vaatojärvi (en sjö)